# Darren Horrigan
Darren Horrigan (sinh ngày 2 tháng 6 năm 1983) là một cầu thủ bóng đá người Anh thi đấu ở Football League cho Lincoln City. Là thủ môn, ông sinh ra ở Middlesbrough, bắt đầu sự nghiệp cùng với Birmingham City, và thi đấu ở cấp thấp cho các câu lạc bộ bao gồm Stamford Town, Cambridge City, Ilkeston Town, Spennymoor United, Scarborough, Gateshead, Bishop Auckland và Tow Law Town.